# Ślimakowanie
Ślimakowanie (sznekowanie) – metoda elaboracji stosowana do pocisków mało- i średniokalibrowych o wybrzuszonym kształcie komory. Polega na bezpośrednim wprasowaniu materiału wybuchowego za pomocą śruby ślimakowej specjalnego urządzenia (aparatu do ślimakowania). Ślimakowanie pozwala na pełną mechanizację procesu, jednak ładunek ma nierównomierną gęstość.